# رازبورا نئون زرد (ماهی)
رازبورا نئون زرد با نام علمی Microdevario kubotai، گونه ای از کپورماهیان است که در رودخانه ها و نهرهای جنوب شرقی آسیا یافت می شود. این گونه متعلق به جنس میکرودواریو (Microdevario) است که اکثر آنها را دانیونین های کوچک تشکیل میدهد.  خواستگاه اصلی آن استان رانونگ در شبه جزیره تایلند است و از استان پهانگ نگا در تایلند تا حوضه رود  آتاران در میانمار پراکنش دارد.   احتمالاً در جاهای دیگر منطقه نیز یافت میشود. یک جمعیت از این گونه که معرفی شده است، در رودخانه Songgaria (بخشی از حوضه رود خوای نوی تایلند) وجود دارد.  طول رازبورا نئون زرد به به ۱٫۹ سانتیمتر (۰٫۷۵ اینچ) می رسد،  بندرت حداکثر طول می تواند از ۲٫۵ سانتیمتر (۰٫۹۸ اینچ) تجاوز نماید.
در تجارت ماهی آکواریومی، به عنوان رازبورا "نئون سبز" نیز شناخته می شود.</link>

## لینک های خارجی
- Microdevario kubotai